# Гаврилов, Виктор Александрович
Ви́ктор Алекса́ндрович Гаври́лов (9 мая 1956, Грозный, СССР — 15 августа 2024) — полковник в запасе, военный историк, кандидат психологических наук в военно-историческом аспекте. Ведущий научный сотрудник и начальник отдела управления зарубежной военной истории Военной академии Генштаба ВС РФ. Специалист в области истории войн и военного искусства, а также военной и социальной психологии. Китаист. Владеет китайским и английским языками. Автор ряда научных трудов по отечественной и зарубежной военной истории.

## Биография
А. Г. Гаврилов родился 9 мая 1956 года в Грозном. С 1974 года служил в Вооружённых силах СССР. В 1979 году с отличием окончил факультет восточных языков Военного института МО СССР. Затем длительное время работал на преподавательских должностях в Киевском высшем общевойсковом командном училище им. М. В. Фрунзе и Военном институте МО СССР (с 1994 — Военный университет МО РФ).
В 1989 году защитил диссертацию на соискание учёной степени кандидата психологических наук (в военно-историческом аспекте) по теме «Психологические особенности боевой деятельности личного состава армии Китая в условиях современной войны». После был направлен на учёбу в очную докторантуру при Институте военной истории МО СССР. В рамках международных соглашений в 1997 году окончил адъюнктуру ВМС США в Монтерее (штат Калифорния), где защитил диссертацию на степень магистра по теме «Peace Operations in Bosnia: Rule Or Exception?» (с англ. — «Миротворческие операции в Боснии: правило или исключение?»). В 1998 году окончил курсы старшего офицерского состава при Азиатско-Тихоокеанском центре исследований в области безопасности в Гонолулу (штат Гавайи).
В 1993 году вступил в должность начальника отдела управления зарубежной военной истории Военной академии Генштаба ВС РФ. Вошёл в состав Учёного совета ИВИ МО РФ. В 1999 году был назначен заместителем начальника управления отечественной военной истории, а в 2001 году был назначен начальником управления зарубежной военной истории ИВИ МО РФ. Занимался организацией научно-исследовательской работы отдела и управления. Участвовал в подготовке 8-томной «Военной энциклопедии» (1994—2004) и целого ряда военно-исторических  трудов. Представлял свой институт и Россию на международных конференциях, симпозиумах и «круглых столах».
В 2009 году вышел в запас в звании полковника.
Умер 15 августа 2024 года в возрасте 68 лет.

## Основная библиография
Коллективные труды
- Россия (СССР) в войнах второй половины XX века. 2002 (совм. с: И. А. Ждаркин, В. Г. Исакова, А. Я. Коломийцев, М. М. Матвеева, С. П. Поляков и др.)
- Немеркнущая слава: от воинов-интернационалистов до миротворцев. 2004 (совм. с: С. П. Поляков, М. М. Слинкин, А. Н. Спирин и др.)
- Курсом чести и славы: ВМФ СССР/России в войнах и конфликтах второй половины XX века. 2006 (совм. с: М. М. Слинкин, А. Н. Спирин, А. В. Усиков, В. Н. Шевченко, Н. Я. Шепова)
- Эстонские и латвийские дивизии «Ваффен-СС» на северо-западе СССР в 1941—1945. 2002 (А. Г. Шляхтунов)
- Терроризм как угроза национальной безопасности государства (отечественный и зарубежный опыт). 2003 (совм. с: В. Н. Богданов, М. Г. Лёшин, В. А. Миркискин, Б. Г. Путилин, Н. Я. Шепова)
- Операция «Рамзай»: триумф и трагедия Рихарда Зорге. 2004 (совм. с: Е. А. Горбунов)
- Военное искусство в локальных войнах и вооружённых конфликтах: вторая половина XX — начало XXI века. 2009 (совм. с: A. B. Усиков, А. Д. Борщов, Г. А. Бурутин, С. Л. Ташлыков и др.)
- Балканский узел, или Россия и «югославский фактор» в контексте политики великих держав на Балканах в XX веке. 2005 (совм. с: Н. В. Васильева, В. А. Миркискин)
- Тайны Корейской войны. 2003 (совм. с: А. С. Орлов)
- Некоторые национально-психологические особенности китайских военнослужащих. 1985.
- Военная география Российской Федерации. 1994
- Миротворческие силы: опыт создания и применения в вооружённых конфликтах. 1995 (совм. с: В. Н. Вартанов, Н. Я. Шепова)
- Балканский тупик?.. (Историческая судьба Югославии в XX веке). 2000 (совм. с: Н. В. Васильева)
- Германия, июнь 1953 года: уроки прошлого для будущего. 2003 (совм. с: М. Г. Лёшин, Н. Я. Шепова и др.)
- 中俄军事历史学者纪念世界反法西斯战争胜利70周年论文集 (кит.) = Сборник статей российских и китайских военных историков, посвящённых 70-й годовщине Победы во Второй мировой войне. 2015.
- От Версаля до "Барбароссы". Великое противостояние держав. 1920-е - начало 1940-х гг. 2017.(совм. с: Н.В. Васильева, В.Н. Богданов, Н. Я. Шепова и др.)

Публикации документов, редактор, составитель
- Русский архив: Великая Отечественная. Т. 18 (7—1). Советско-японская война 1945 года. История военно-политического противоборства двух держав в 30—40-е годы: Документы и материалы: в 2 томах / авт-сост. В. Н. Вартанов, В. А. Гаврилов и др. — Институт военной истории МО РФ; Историко-архивный и военно-мемориальный центр ГШ ВС РФ; Центральный архив МО РФ. — М.: Терра, 1997. — 432 с. — ISBN 5-250-01774-6. — ISBN 5-300-00567-3 (т. 18 [7—1]).
- Русский архив: Великая Отечественная. Т. 18 (7—2). Советско-японская война 1945 года. История военно-политического противоборства двух держав в 30—40-е годы: Документы и материалы: в 2 томах / авт-сост. В. Н. Вартанов, В. А. Гаврилов и др. — Институт военной истории МО РФ; Историко-архивный и военно-мемориальный центр ГШ ВС РФ; Центральный архив МО РФ. — М.: Терра, 2000. — 440 с. — ISBN 5-250-01774-6. — ISBN 5-300-02705-7 (т. 18 [7—2]).
- Балканский узел, или Россия и югославский фактор в контексте политики великих держав на Балканах в XX веке / ред. колл.: И. И. Басик, В. А. Гаврилов и др.; авт. колл.: Н. В. Васильева (руков.), В. А. Гаврилов, В. А. Миркискин. — Институт военной истории МО РФ. — М.: Звонница-МГ, 2005. — 432 с. — (XX век: Лики. Лица. Личины). — ISBN 5-88524-122-8.
- Военная разведка информирует. Документы Разведуправления Красной Армии. Январь 1939 — июнь 1941 г. / ред. совет: Г. А. Арбатов и др.; сост. В. А. Гаврилов. — М.: МФД, 2008. — 832 с. — (Россия. XX век. Документы). — ISBN 978-5-89511-014-0.

Статьи
- Гаврилов В. А. Некоторые новые аспекты предыстории Советско-японской войны 1945 года // Проблемы Дальнего Востока. 1995. № 4. С.8—17.
- Тюшкевич С. А., Гаврилов В. А. Можно ли считать Советско-японскую войну 1945 года частью Великой Отечественной войны // Новая и новейшая история. 1995. № 1. С. 85—90.
- Гаврилов В. А. Японский фактор во второй мировой войне: новый взгляд через 50 лет: Советско-японские отношения накануне второй мировой войны // Пятидесятилетие Великой Победы и Восток. М., 1996.
- Гаврилов В. А. Эволюция взглядов экспертов США и Великобритании на проведение миротворческих операций / Зарубежное военное обозрение. 2002. № 8. С. 2—11.
- Гаврилов В. А. Миротворчество: генетика и практика / Геомилитаризм. Геополитика. Безопасность. 2002. № 7. С. 62—76.
- Гаврилов В. А. Канун войны: роковые просчёты // Вестник МГИМО-Университета. 2011. № 2 (17). С. 109—117.

## Рецензии
- Баранов В. П. Военное искусство в локальных войнах и вооружённых конфликтах // Защита и безопасность. — СПб.: НПОСМ, 2009. — № 2 (49). — С. 23. — ISSN 2075-9924.
- Эман И. Е. 2002. 02. 018019. Югославия в прошлом и настоящем (Сводный реферат). 1. Васильева Н. В., Гаврилов В. А. Балканский тупик?.. (Историческая судьба Югославии в XX веке). — М.: Гея итэрум, 2000. — 480 с.; 2. Морозов Ю. В., Глушков В. В., Шаравин А. А. Балканы сегодня и завтра: Военно-политические аспекты миротворчества. — М., 2001. — 376 с. // Социальные и гуманитарные науки. Отечественная и зарубежная литература. Серия 5: История. — М.: Изд-во ИНИОН РАН, 2002. — № 2. — С. 97—102. — ISSN 2219-875X.